# Alan Tomkins
Alan Tomkins (* 19. Januar 1939 in Fulham, London; † 21. September 2020) war ein britischer Szenenbildner und Artdirector.

## Leben
Tomkins begann seine Karriere im Filmstab 1961 als Technischer Zeichner bei den Dreharbeiten zur Filmkomödie Der Rebell. Es folgten einige weitere Engagements in dieser Funktion, wobei er zunächst ohne Namensnennung im Abspann blieb – so auch bei den James-Bond-Filmen James Bond – 007 jagt Dr. No und James Bond 007 – Liebesgrüße aus Moskau und Stanley Kubricks 2001: Odyssee im Weltraum. Ab Ende der 1960er Jahre arbeitete er als Assistent des Artdirectors und ab 1973 als Szenenbildner. Im Laufe seiner Karriere arbeitete er an vier Filmen der Bond-Reihe, sowie mit Regisseuren wie Steven Spielberg, Oliver Stone und Richard Attenborough. Für Blake Edwards arbeitete er an drei Filmen, darunter Victor/Victoria.
1982 war er für Irvin Kershners Science-Fiction-Film Das Imperium schlägt zurück zusammen mit Norman Reynolds, Leslie Dilley, Harry Lange und Michael D. Ford für den Oscar in der Kategorie Bestes Szenenbild nominiert, die Auszeichnung ging in diesem Jahr jedoch an das Filmdrama Tess.
Vergleichsweise wenig war Tomkins für das Fernsehen tätig. Für seine Leistungen war er zwischen 1996 und 2002 drei Mal für den Primetime Emmy nominiert, den er 1996 für die Miniserie Gullivers Reisen gewinnen konnte.

## Filmografie (Auswahl)
- 1962: James Bond – 007 jagt Dr. No (Dr. No)
- 1963: James Bond 007 – Liebesgrüße aus Moskau (From Russia with Love)
- 1968: 2001: Odyssee im Weltraum (2001: A Space Odyssey)
- 1977: Die Brücke von Arnheim (A Bridge Too Far)
- 1980: Das Imperium schlägt zurück (The Empire Strikes Back)
- 1982: Der rosarote Panther wird gejagt (Trail of the Pink Panther)
- 1982: Victor/Victoria
- 1983: Der Fluch des rosaroten Panthers (Curse of the Pink Panther)
- 1985: James Bond 007 – Im Angesicht des Todes (A View to a Kill)
- 1991: JFK – Tatort Dallas (JFK)
- 1994: Interview mit einem Vampir (Interview with the Vampire: The Vampire Chronicles)
- 1994: Natural Born Killers
- 1996: 101 Dalmatiner (101 Dalmatians)
- 1998: Der Soldat James Ryan (Saving Private Ryan)
- 2002: James Bond 007 – Stirb an einem anderen Tag (Die Another Day)
- 2005: Batman Begins

## Auszeichnungen (Auswahl)
- 1981: Oscar-Nominierung in der Kategorie bestes Szenenbild für Das Imperium schlägt zurück